# Scenari immaginari
Scenari immaginari è un album dei Diaframma pubblicato il 4 novembre 1998.

## Tracce

### Edizione 1998
1. Agosto - 4:03
2. Dammi tempo - 3:36
3. Esse - 3:31
4. Amico mio - 2:20
5. La mia timidezza - 3:29
6. Qualcosa che non muore - 3:28
7. La ballata dello scontento - 5:50
8. Annoiamoci - 3:13
9. Quando tu sei triste - 3:13
10. Qualcuno mi ha amato - 2:51
11. Dormi che è notte - 3:24

### Edizione 2014
1. Agosto
2. Dammi tempo
3. Esse
4. Amico mio
5. La mia timidezza
6. Qualcosa che non muore
7. La ballata dello scontento
8. Annoiamoci
9. Quando tu sei triste
10. Qualcuno mi ha amato
11. Dormi che è notte
12. Agosto (demo)
13. Esse (demo)
14. Impressioni di settembre (demo)
15. La mia timidezza (demo)
16. Quando tu sei triste (demo)
17. L'abbonato (demo)

## Formazione
- Federico Fiumani - voce, chitarra
- Guido Melis - basso
- Simone Giuliani - tastiere
- Daniele Trambusti - batteria